# Biblioteka Narodowa Czarnogóry
Biblioteka Narodowa Czarnogóry „Durđe Crnojević” – biblioteka narodowa, której zadaniem jest zachowanie dziedzictwa kulturowego Czarnogóry. Wydaje bibliografię narodową i sprawuje nadzór nad siecią bibliotek w Czarnogórze. Jako Narodowa Agencja nadaje numery ISBN, ISSN. Biblioteka nosi imię Đurađa Crnojevicia na cześć XV-wiecznego władcy Czarnogóry, który w 1493 roku założył pierwszą państwową drukarnię na świecie i drugą w Europie wykonującą druki w cyrylicy.

## Historia
Pierwsze informacje o bibliotece na terenie Czarnogóry pochodzą z XVI wieku. W 1838 roku władca Czarnogóry, Piotr II Petrowić-Niegosz, w swojej rezydencji utworzył bibliotekę z książek zabranych z klasztoru w Cetyni. Z okazji obchodów 400-lecia powstania drukarni Crnojević’a, w 1893 roku, książę Mikołaj I Petrowić-Niegosz założył pierwszą bibliotekę publiczną. Trzy lata później wydał zarządzenie, na mocy którego biblioteka miała obowiązek gromadzenia publikacji związanych z Czarnogórą. Mieściła się ona w budynku teatru nazywanym Zetski dom, który był jej siedzibą do końca II wojny światowej. W 1905 roku wprowadzono ustawę, na mocy której biblioteka miała prawo do 3 egzemplarzy obowiązkowych każdego druku wydanego na terenie Czarnogóry. Przed wybuchem I wojny światowej miała ona ok. 10 000 woluminów, lecz większość zbiorów została zniszczona podczas wojny.
W 1926 roku rolę centralnej biblioteki naukowej Czarnogóry przejęła Biblioteka Muzeum Narodowego w Cetynii, która powstała na bazie ocalałych zbiorów dawnej biblioteki. Po zakończeniu II wojny światowej zmieniła nazwę na Biblioteka Centralna w Czarnogórze. 26 marca 1946 Ministerstwo Edukacji Narodowej Republiki Czarnogóry utworzyło Centralną Bibliotekę Narodową w Cetynii. W 1949 roku przeniosła się ona do budynku ambasady francuskiej, a w 1964 roku otrzymała sąsiedni budynek dawnej ambasady włoskiej. Wtedy też nadano jej imię władcy Zety Đurađa Crnojević’a. Od 2012 roku biblioteka funkcjonuje na podstawie rozporządzenia premiera Igora Lukšicia, wydanego na podstawie ustaw o kulturze i bibliotekach. Zmieniły one jej nazwę na Biblioteka Narodowa Czarnogóry „Đurđe Crnojević” oraz ustanowiły zasady wyboru rady biblioteki, dyrektora, sposobów finansowania itd.

## Budynki
Biblioteka narodowa mieści się w dwóch zabytkowych rezydencjach z 1910 roku, które powstały jako ambasady włoska i francuska w Królestwie Czarnogóry. Projekt dawnej ambasady włoskiej przygotował włoski architekt Corradini. Budynek, utrzymany w stylu klasycystycznym, był wykorzystywany przez ambasadę do 1915 roku. W 1964 roku został przejęty przez bibliotekę. Znalazła się tu administracja biblioteki, dział gromadzenia i opracowania zbiorów, Narodowa Agencja ISBN, ISSN, dział ewidencji oraz bibliograficzny, sale wystaw i czytelnie. W 1981 roku na terenie byłej ambasady włoskiej zbudowano centralny magazyn książek o powierzchni 4500 m². Ma on siedem kondygnacji.

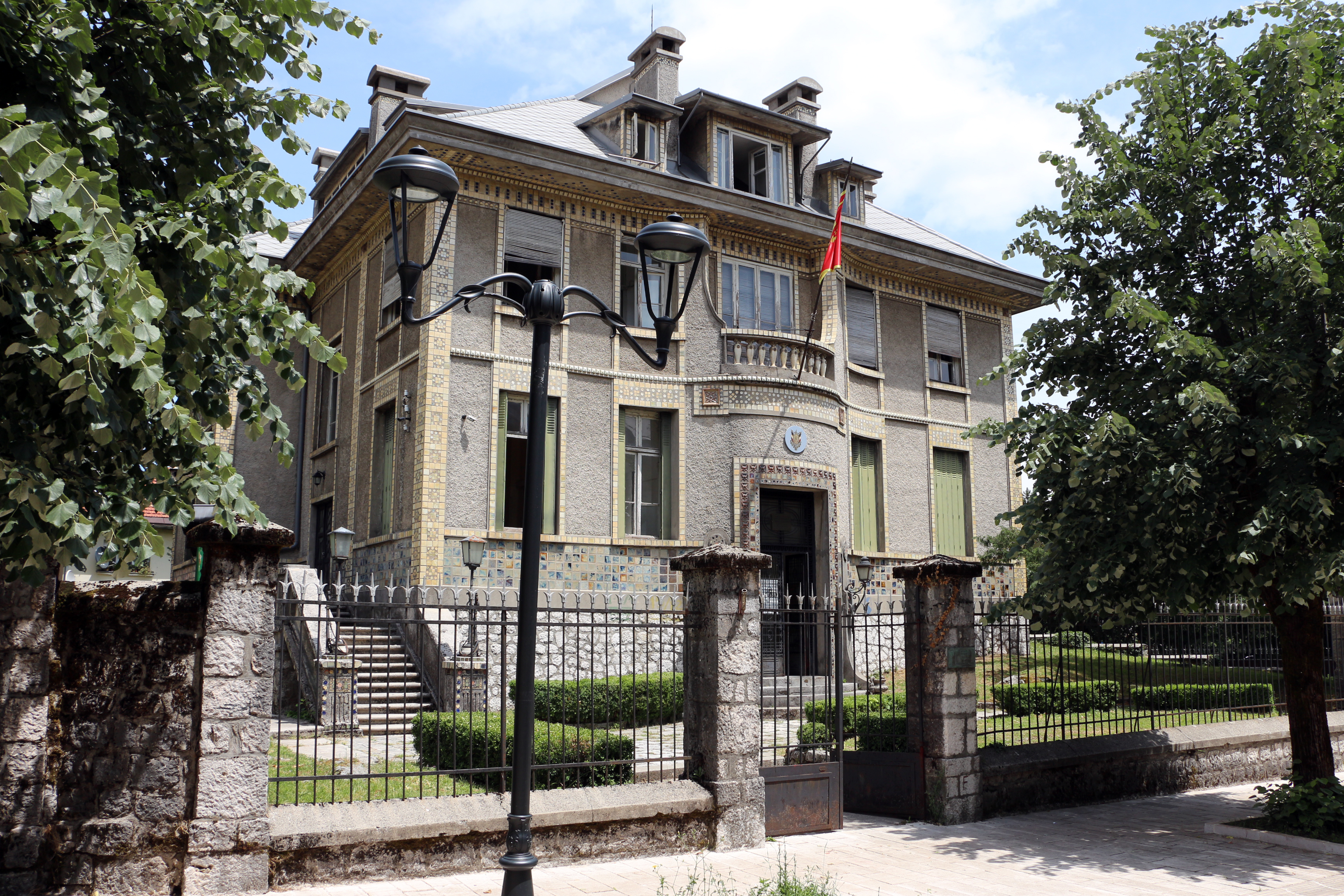
Budynek dawnej ambasady francuskiej

Dawną ambasadę francuską zaprojektował znany francuski architekt – Paul Gaudet. Kierownikiem jego budowy był inny francuski architekt – Auguste Perret. Fasada została wykończona płytkami ceramicznymi o różnych kształtach, a przy budowie został po raz pierwszy na Bałkanach zastosowany żelbeton. Ambasada korzystała z budynku do 1915 roku, podczas II wojny światowej mieściła się w nim dyrekcja policji, a w 1949 został przekazany Bibliotece Narodowej. W budynku znajduje się dział muzealny, zbiór starych i rzadkich książek, pracownia konserwacji i dział francuski.

## Zbiory
Biblioteka udostępnia zbiory prezencyjnie, wyłączne w czytelniach. Posiada w sumie około 2 000 000 (dwa miliony) woluminów książek, gazet, czasopism, rękopisów, map geograficznych i historiograficznych, atlasów, nut, pocztówek i fotografii, albumów, katalogów, materiałów audio i wideo oraz innych materiałów bibliotecznych. Z księgozbioru zostały wydzielone zbiory specjalne i muzealne.

## Biblioteka cyfrowa
W 2008 roku, po przyjęciu przez rząd Czarnogóry programu digitalizacji zbiorów, powstało Centrum Mikrofilmów i Cyfryzacji Biblioteki Narodowej. Centrum zdigitalizowało większość udostępnionych zbiorów. W 2016 roku zostały one opublikowane w Internecie.